# Stanley Ho
Stanley Ho, også kendt som Ho Hung-sun, Stanley Ho Hung-sun, 何鴻燊, Hé Hóngshēn (født 25. november 1921 i Hongkong, død 26. maj 2020) var en kendt entreprenør og milliardær i Hongkong og Macao. Ho blev også blevet kaldt King of gambling på grund af sit monopol over alle kasinoer på Macao i mere end 35 år. 
Ho hørte til blandt de rigeste personer på Macao og en af de rigeste i Asien. Ifølge magasinet Forbes blev han i 2006 rangeret som verdens 86. rigeste mand. Han foretog også væsentlige investeringer i Hongkong.